# Cario River
Cario River är ett vattendrag i Dominica.   Det ligger i parishen Saint John, i den västra delen av landet, 27 km norr om huvudstaden Roseau. Cario River ligger på ön Dominica.